# Municipio de Milburn
El municipio de Milburn (en inglés: Milburn Township) es un municipio ubicado en el condado de Custer en el estado estadounidense de Nebraska. En el año 2010 tenía una población de 55 habitantes y una densidad poblacional de 0,47 personas por km².

## Geografía
El municipio de Milburn se encuentra ubicado en las coordenadas 41°42′8″N 99°38′15″O / 41.70222, -99.63750. Según la Oficina del Censo de los Estados Unidos, el municipio tiene una superficie total de 117.48 km², de la cual 117,45 km² corresponden a tierra firme y (0,03 %) 0,04 km² es agua.

## Demografía
Según el censo de 2010, había 55 personas residiendo en el municipio de Milburn. La densidad de población era de 0,47 hab./km². De los 55 habitantes, el municipio de Milburn estaba compuesto por el 100 % blancos. Del total de la población el 10,91 % eran hispanos o latinos de cualquier raza.